# James Van Fleet

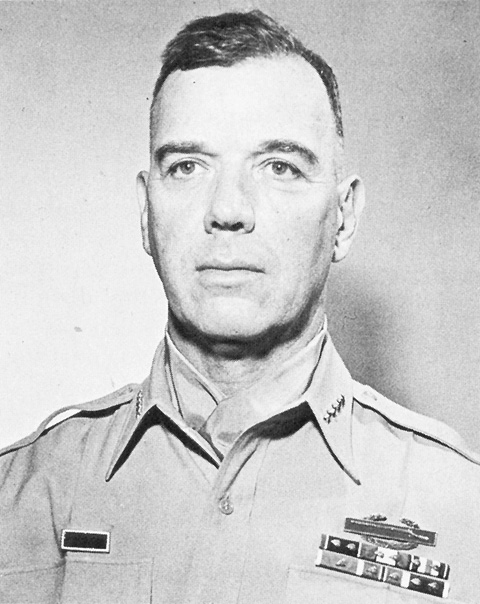
General James A. Van Fleet

James Alward Van Fleet (* 19. März 1892 in Coytesville, Fort Lee (New Jersey); † 23. September 1992 in Polk City (Florida)) war ein US-amerikanischer General, der während des Zweiten Weltkriegs Korpskommandeur und im Koreakrieg von 1951 bis 1953  Oberbefehlshaber der 8. US-Armee war.

## Leben
General Van Fleet wurde in New Jersey geboren und wuchs aber in Florida auf. Er besuchte ab 1911 das Summerlin Institute in Bartow und absolvierte 1915 die US-Militärakademie von West Point. Zu seinen Klassenkameraden zählten die späteren Infanteriegenerale Dwight D. Eisenhower und Omar N. Bradley. Als Führer des 17th Machine Gun Battalion erlebte er an der Westfront des Ersten Weltkrieges seine Feuertaufe und wurde eine Woche vor dem Waffenstillstand in der Nähe von Sedan verwundet. Van Fleet wurde im Dezember 1924 zum Major befördert. Während seiner Zeit als leitender Offizier des ROTC-Programms (Reserve Officers Training Corps) der Universität von Florida war Van Fleet 1923 und 1924 auch Cheftrainer der Fußballmannschaft der Florida Gators. Von 1924 bis 1927 war er im Camp Galliard in der Panamakanal-Zone stationiert, wo er das 1. Bataillon des 42. Infanterieregiments befehligte. Diesem Kommando folgte seine Versetzung an die Infanterieschule in Fort Benning, Georgia, wo er vom April 1927 bis September 1928 als Ausbilder und von September 1928 bis Juni 1929 im Fortgeschrittenenkurs tätig war. Zusätzlich zu seinen anderen Aufgaben war Van Fleet Cheftrainer der Footballmannschaft der Post. Van Fleet kehrte dann an die Universität von Florida zurück, wo er von Juli 1929 bis Juni 1933 Professor für Militärwissenschaft und Taktik war. Von Juli 1933 bis Juli 1935 war er in Fort Williams in Cape Elizabeth, Maine, stationiert, wo er als Kommandeur des 2. Bataillons des 5. Infanterieregiments und auch als Exekutivoffizier dieser Einheit fungierte.
Van Fleet befehligte im Zweiten Weltkrieg zunächst von Juli 1941 bis Juli 1944 das 8. Infanterieregiment. Im Rang eines Obersten führte er sein Regiment am 6. Juni 1944 bei der Landung in der Normandie im Verband der 4. Division am Landungsabschnitt von Utah Beach. Innerhalb von drei Monaten wurde er im August 1944 zum Brigadegeneral befördert, war kurzfristig stellvertretender Kommandeur der 2. Infanteriedivision und befehligte dann die 4. Infanteriedivision (September bis Oktober 1944) und die 90. Infanteriedivision (Oktober 1944 bis Februar 1945).
Bereits im November 1944 wurde er zum Generalmajor befördert, kommandierte im März 1945 Kurzfristig das XXIII Corps und ab 17. März als Nachfolger von John Millikin das III Corps, das Anfang April am Sieg-Abschnitt gegen die Südfront des Ruhrkessels eingesetzt wurde und zuletzt im Verband von George S. Pattons 3. Armee in Bayern operierte. Van Fleet befehligte das III Corps über Kriegsende hinaus bis Februar 1946 als Besatzung in Süddeutschland, bis er in die Vereinigten Staaten zurückkehrte. Van Fleet wurde im Juni 1946 stellvertretender Oberbefehlshaber der 1. US-Armee. Im Dezember 1947 ging er nach Frankfurt und wurde führender Offizier der G-3 Abteilung (Operationsabteilung) des United States European Command.
Er wurde im Februar 1948 zum Generalleutnant befördert und nach Griechenland geschickt um die dortigen Agitationen der Kommunisten zu unterbinden. Unter seiner Leitung wurden die Guerillas geschlagen und Griechenlands politische Lage im Sinne der USA stabilisiert. Van Fleet kehrte für dann wenige Monate in die USA zurück und befehligte dort die 2. Armee, bevor er nach Korea ging, um am 14. April 1951 als Nachfolger von Matthew B. Ridgway den Oberbefehl über die 8. US-Armee zu übernehmen. Im Juli 1951 wurde er zum Viersternegeneral befördert und am 12. Februar 1953 übergab er sein Kommando an Maxwell D. Taylor.
Er trat am 31. März 1953 aus der Armee aus und ging in den Ruhestand. Zu seinen wichtigsten Auszeichnungen gehören drei Distinguished Service Crosses, vier Distinguished Service Medaillen, das Distinguished Unit Citation und das Combat Infantryman Badge. Im Mai 1954 reiste Van Fleet als Sonderbeauftragter von Präsident Eisenhower in zivilem Status mit dem Rang eines Botschafters nach Fernost und führte eine Umfrage zu den amerikanischen Militärhilfeprogrammen durch.
Van Fleet und seine Frau Helen Moore Van Fleet (1892–1984) hatten drei Kinder, acht Enkelkinder und zwölf Urenkel. Die Universität von Florida, die Seoul National University von Korea, die Long Island University und die Columbia University haben General Van Fleet mit dem Doktor der Rechtswissenschaften ausgezeichnet. Van Fleet starb 1992, sechs Monate nach seinem 100. Geburtstag auf seiner Ranch außerhalb von Polk City, Florida und wurde in Abschnitt 7 des Arlington National Cemetery beigesetzt.